# Marnaz
Marnaz – miejscowość i gmina we Francji, w regionie Owernia-Rodan-Alpy, w departamencie Górna Sabaudia.
Według danych na rok 1990 gminę zamieszkiwało 4019 osób, a gęstość zaludnienia wynosiła 446 osób/km² (wśród 2880 gmin regionu Rodan-Alpy Marnaz plasuje się na 219. miejscu pod względem liczby ludności, natomiast pod względem powierzchni na miejscu 1201.).